# Dannebrog Islands
Dannebrog Islands  – grupa wysp w Wilhelm Archipelago u zachodnich wybrzeży Półwyspu Antarktycznego.

## Nazwa
Dannebrog Islands wraz z Booth Island, Hovgaard Island i Petermann Island zostały nazwane przez niemiecką ekspedycję antarktyczną (1873–1874) pod dowództwem Eduarda Dallmanna (1830–1896) Kaiser Wilhelm Inseln na cześć cesarza Niemiec Wilhelma II (1859-1941) . Następnie grupa wysp została nazwana przez Adriena de Gerlache’a (1866–1934) Îles Dannebrog na cześć flagi Danii Danneborg w uznaniu wsparcia Danii dla wyprawy de Gerlache’a na Antarktydę w latach 1897–1899 .

## Geografia
Grupa wysp w Wilhelm Archipelago u zachodnich wybrzeży Półwyspu Antarktycznego, oddzielona od Graham Coast cieśniną Penola Strait . Leży w północnej części archipelagu między Wauwermans Islands a Vedel Islands . Obejmuje m.in. Mumm Islands, Rollet Island czy Rallier Island . 

## Historia
Dannebrog Islands zostały odkryte przez niemiecką ekspedycję antarktyczną (1873–1874) pod dowództwem Eduarda Dallmanna (1830–1896) . Ponownie dostrzeżone przez Belgijską Wyprawę Antarktyczną Adriena de Gerlache’a (1866–1934) . 